# كولسلو

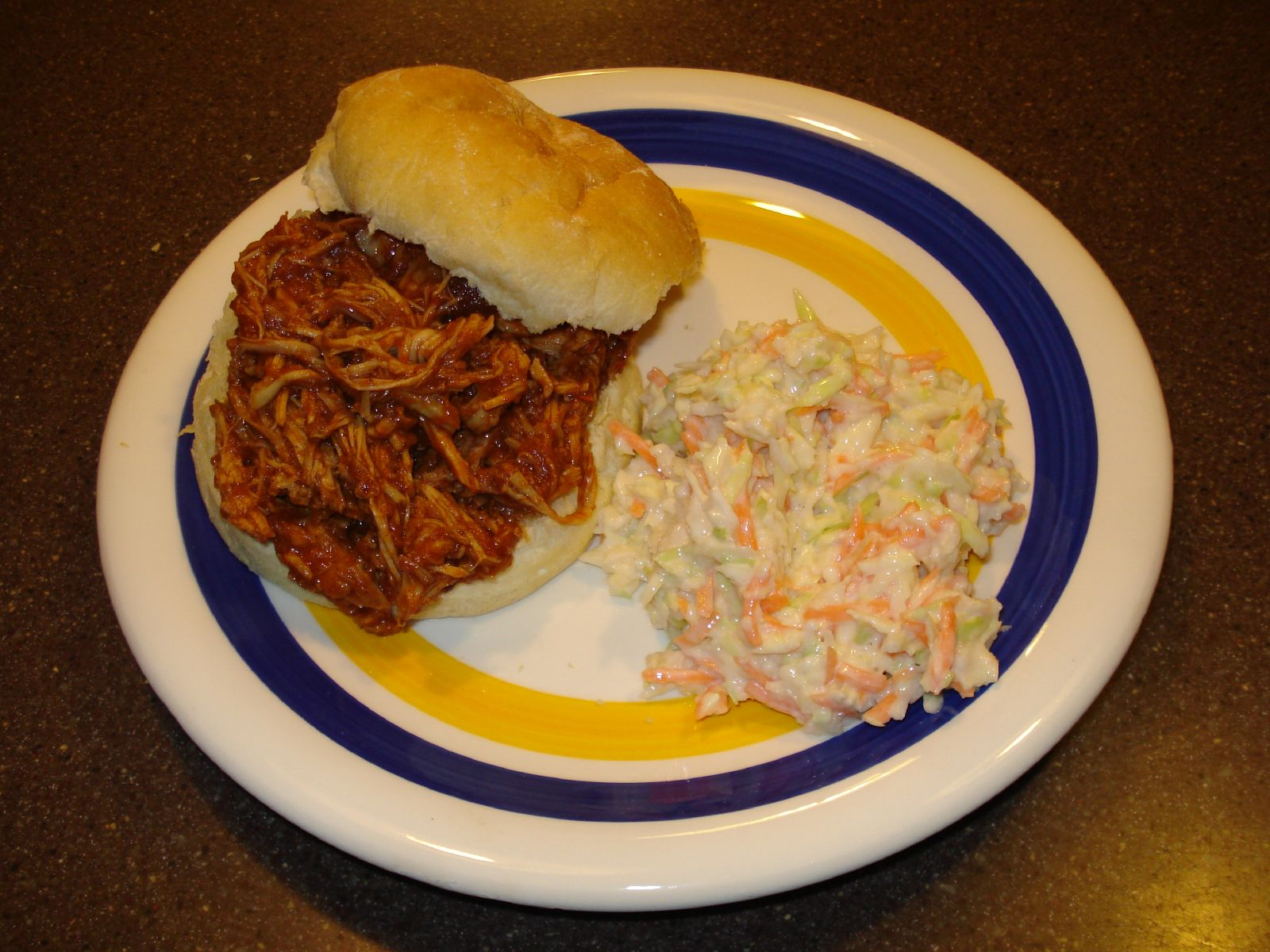
سلطة كولسلو

كولسلو سلطة شهيرة تقدم كطبق جانبي، تتألف بشكل أساسي من الملفوف والجزر والمايونيز.

## التحضير
هناك العديد من الاختلافات في الوصفة، والتي تشمل إضافة مكونات أخرى مثل الكرنب الأحمر والفلفل والجزرالمقطع والبصل والجبن المبشور والأناناس والتفاح، مختلطة مع المايونيز أو الكريمة. ويمكن إضافة مجموعة متنوعة من التوابل، مثل بذور الكرفس. الملفوف قد يأتي في قطع مفرومة ناعمة، أو شرائط مقطعة، أو مربعات صغيرة. وهناك سلطة البروكليسلو، الذي يستخدم القرنبيط الخام مقطع بدلاً من الملفوف. كريمة، القشدة الحامضة، أو اللبن هو أيضا الإضافات الشعبية. تم العثور على كولسلو الحليب الرائب الأكثر شيوعا في جنوب الولايات المتحدة.

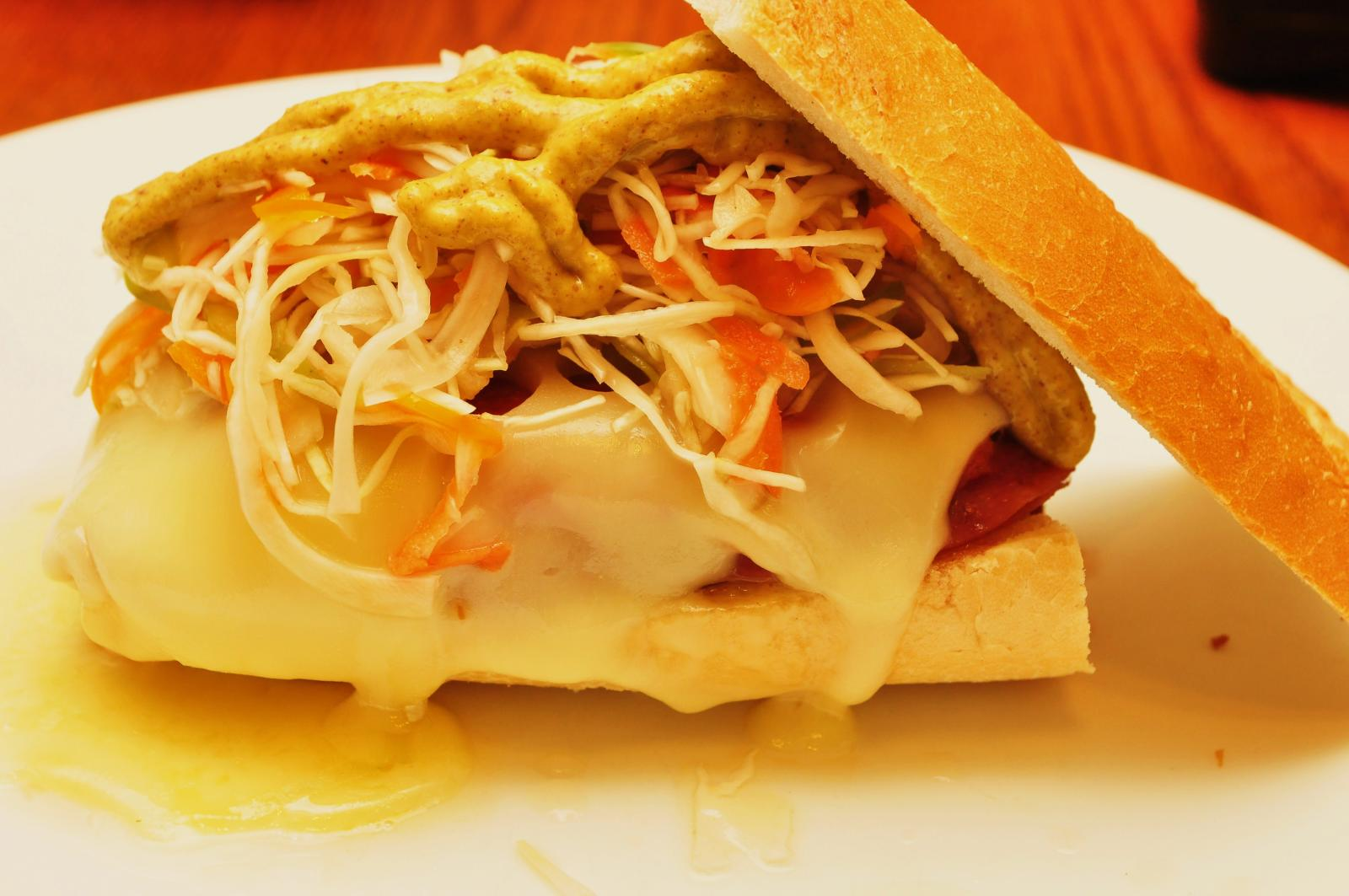
كولسلو بداخل شطيرة.

### طريقة الاعداد العربية

#### المقادير

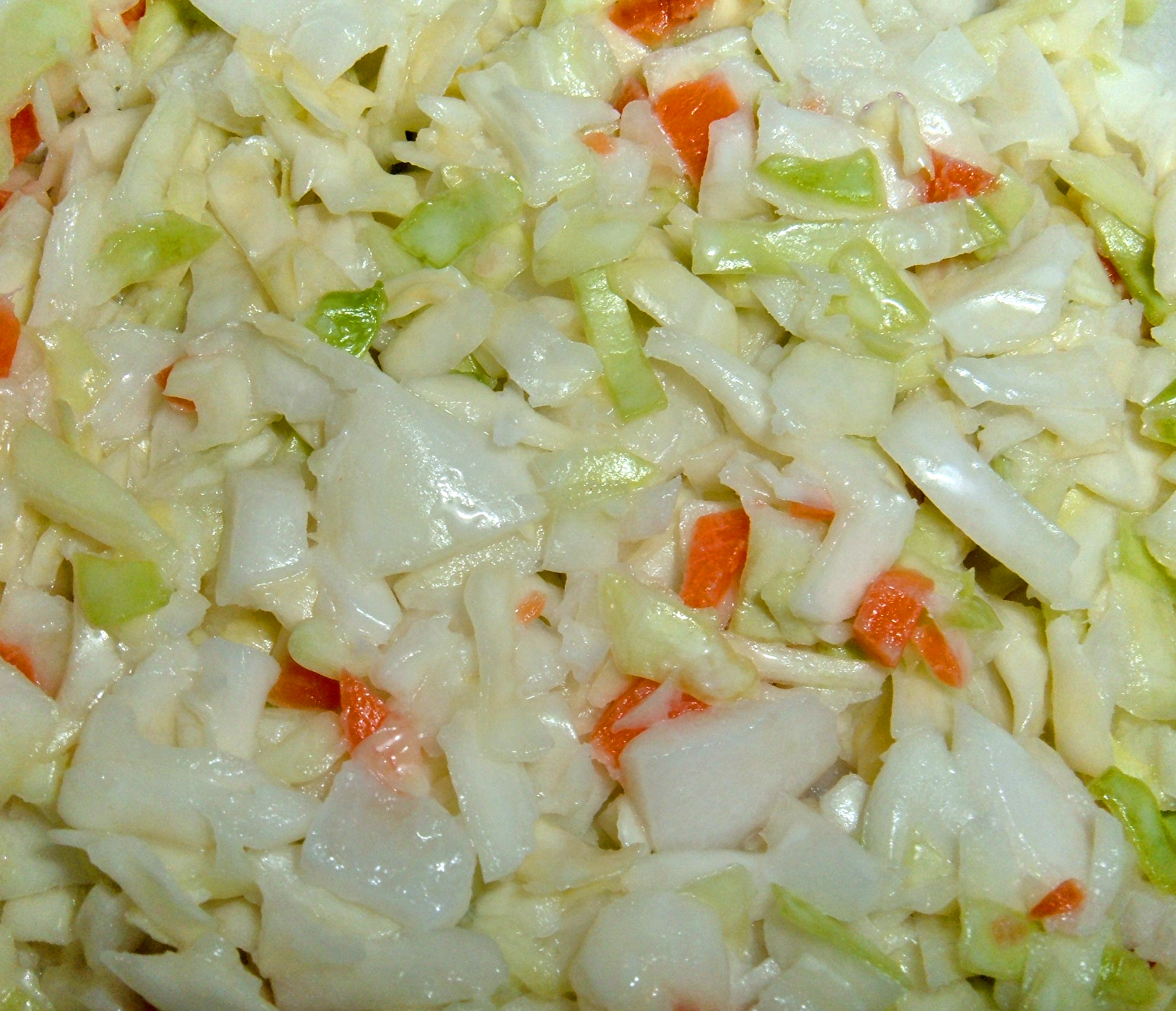
سلطة كولسلو

- 4 اكواب كرنب مقطع صغير
- ربع كوب جزر مبشور
- ثلث كوب سكر
- رشة ملح
- ربع كوب حليب
- نصف كوب مايونيز
- ربع كوب لبن رائب
- ملعقة طعام ونصف خل أبيض
- 2 ملعقة طعام ونصف عصير ليمون

#### الطريقة
يقطع الكرنب والجزر إلى قطع صغير جدا ثم تخلط في وعاء كبير مع بقية المقادير جيدا ونخفق إلى ان تصبح ناعمة ثم تخلط مع الجزر والكرنب ثم تغطى وتوضع في الثلاجة لمدة ساعتين على الاقل.

### طريقة التحضير فيبولندا

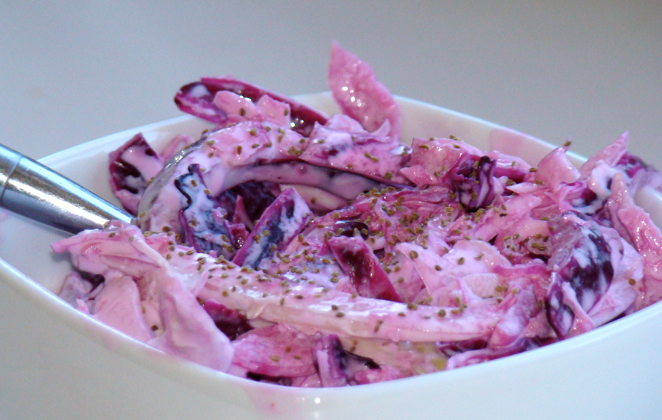
كولسلو بنفسيجية اللون.

يتم تقديم العديد من السلطات القائمة على الملفوف التي تشبه الكولسلو عادة كطبق جانبي في العشاء، بجانب اللحوم والبطاطس. لا توجد وصفة ثابتة، ولكن المكونات النموذجية تشمل الملفوف الأبيض المقطع، والبصل المفروم ناعمًا والجزر المقطع والبقدونس أو الشبت، مع العديد من الإضافات الممكنة. هذه التوابل أيضا، الملح والفلفل الأسود وقليل من السكر، ورميها في الزيت (عادة عباد الشمس أو بذور اللفت) والخل، عادة ما تقدم مع السمك المقلي.
أي سلطة بسيطة من هذا النوع، أي واحدة مصنوعة من الخضروات النيئة المقطعة.

### ألمانيا
يتكون الكولسلو (بالألمانية Krautsalat) الألمانية التقليدية من الملفوف الممزق بدقة المتبل بالزيت والخل. في بعض الأحيان يضاف البصل أو التفاح.

### الولايات المتحدة

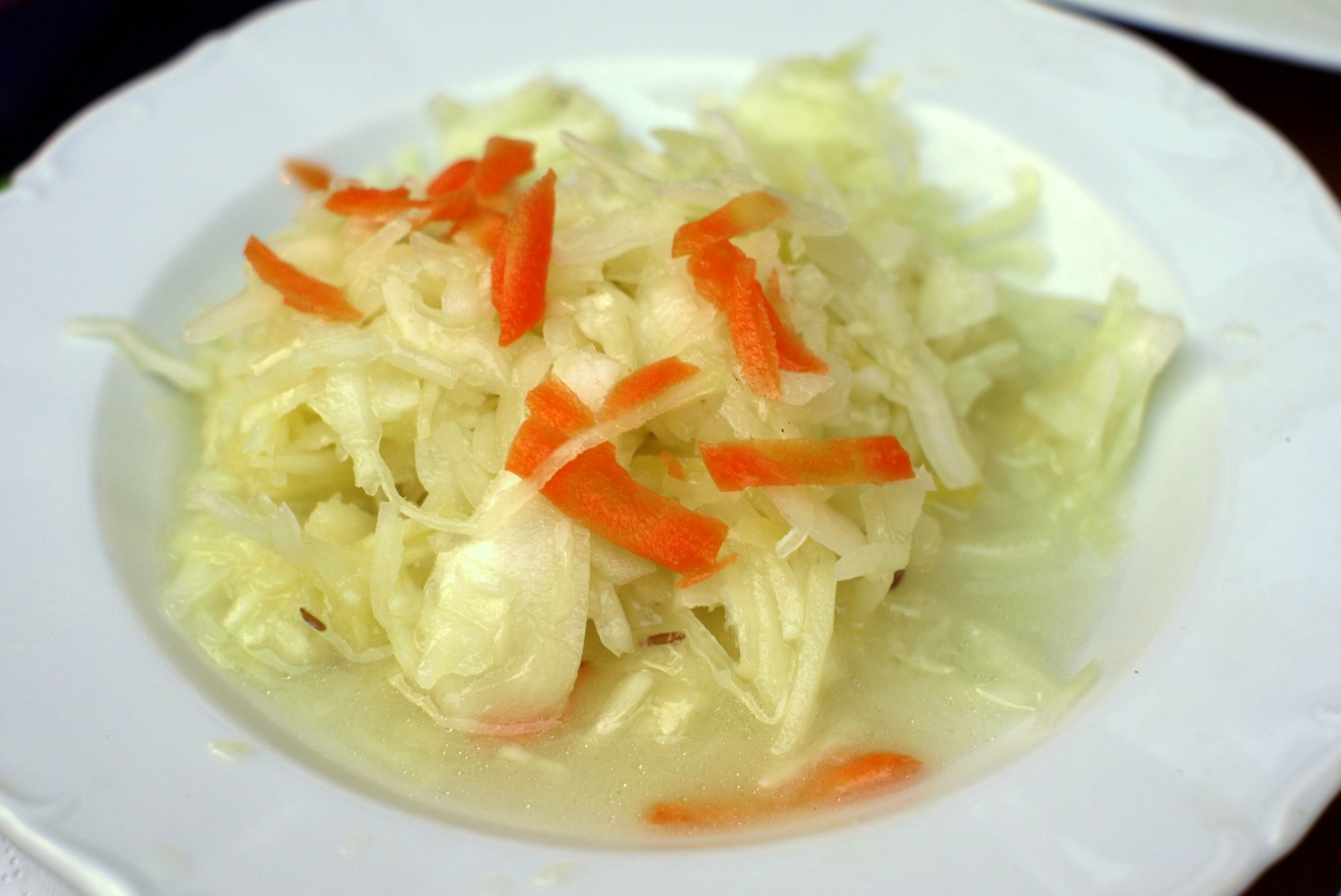
كولسلو ألمانية.

في الولايات المتحدة، يحتوي الكولسلو غالبًا على بدائل اللبن أو المايونيز والجزرة، على الرغم من وجود العديد من الاختلافات الإقليمية، كما أن الوصفات التي تتضمن الخردل أو الخل بدون الألبان والمايونيز شائعة أيضًا. يتم إضافة محلول الشواء، المعروفة أيضًا باسم ريدسلو، باستخدام الكاتشب والخل بدلاً من المايونيز. وغالبا ما يتم تقديمه بجانب الشواء بولاية كارولينا الشمالية، بما في ذلك للشواء نمط ليكسينغتون، حيث، خلافا لبقية الولاية، ريدسلو هي مجموعة متنوعة سائدة في الولايات المتحدة.

## المعلومات الغذائية
تحتوي وجبة الكولسلو (230 غ تقريباً)، بحسب موقع شهية، على المعلومات الغذائية التالية:
| السعرات الحرارية | الدهون  | الدهون المشبعة | الكوليسترول | الكاربوهيدرات | البروتينات |
| ---------------- | ------- | -------------- | ----------- | ------------- | ---------- |
| 167 غرام         | 14 غرام | 2 غرام         | 7 غرام      | 11 غرام       | 2 غرام     |

مع العلم أن هذه الوصفة لا تحتوي على الحليب أو الحليب الرائب.

## الأصل
مثل الكثير من المأكولات الأمريكية، مستوحاة من اطباق السلطة في جميع أنحاء العالم. جذور وصفات الكولسلو تشق طريقها إلى روما القديمة. وكثيراً ما يتناول المواطنون الرومان وجبة تضم الملفوف والبيض والخل والتوابل الأخرى.
على الجانب الآخر من العالم، قدم المؤسسون الهولنديون لنيويورك سلطة الملفوف. هذا مشابه لـ كولسلو اليوم تم إنشاء الطبق في البداية في هولندا. في الواقع، فإن مصطلح كولسلو ينبع من الكلمة الهولندية (koosla)وتعني سلطة ، والذي يعني «سلطة الملفوف». وقد تم العثور على وصفات مماثلة لكولسلو واستخدامها في المنازل الأمريكية من وقت مبكر من عام 1770. ومع ذلك، كانت واحدة من اللحظات الأكثر أهمية في تاريخ الكولسلو هي إنشاء المايونيز في القرن الثامن عشر.

## انظر ايضاً
سلطة فواكه
سلطة خضراء
مايونيز

## مصدر
وصفة الكولسلو مع معلوماتها الغذائية